# Reichsversammlung in Worms 1207
Die Reichsversammlung in Worms 1207 fand unter König Philipp im Juli und August 1207 in Worms statt.

## Vorgeschichte
Nach der Doppelwahl von Philipp und Otto IV. zum römisch-deutschen König 1198 bestanden die konkurrierenden Ansprüche beider auf die Herrschaft im Reich für ein Jahrzehnt. Seit 1200/1201 hatte Papst Innozenz III. zugunsten von Otto IV. Partei ergriffen. Philipp war aufgrund einer Auseinandersetzung mit dem Vorgänger von Innozenz III., Papst Coelestin III., von diesem 1196 mit dem Kirchenbann belegt worden. Philipp war 1195 zum Herzog von Tuszien ernannt worden und geriet sofort in einen Konflikt mit dem Papst. Details des Konflikts sind nicht bekannt. Papst Innozenz III. hielt den Kirchenbann aufrecht. Allerdings gelang es Philipp in den folgenden Jahren zunehmend, die Unterstützung der deutschen Fürsten zu gewinnen. 1207 war schließlich eine Situation erreicht, in der sich der Papst mit seiner Haltung so weit isoliert hatte, dass er nun versuchte, die Seiten zu wechseln. Dazu war erforderlich, dass er den Kirchenbann aufhob.
Die Überlieferung zu der Reichsversammlung im Sommer in Worms 1207 beruht auf wenigen Quellen, so dass manche Einzelheiten nicht ganz klar werden. König Philipp hielt sich in Straßburg auf, als ihm Mitte Juni 1207 zwei Päpstliche Legaten angekündigt wurden. Der König reiste entlang des Rheins weiter nach Norden, ohne das genau bekannt ist, wo er unterwegs Station machte. Nach der Weltchronik des Burchard von Ursberg, Chronicon universale ab orbis creatione usque ad anno 1125, soll er zunächst in Speyer mit den Legaten, dem Kardinaldekan Hugo Graf von Segni in Anagni, Bischof von Ostia, Neffe von Papst Innozenz III. und später als Gregor IX. selbst Papst, und Kardinal Leone Brancaleone von Santa Croce in Gerusalemme zusammengetroffen sein – es kann aber auch nicht ganz ausgeschlossen werden, dass dem Chronisten hier eine Verwechslung von Speyer und Worms unterlaufen ist. Ende Juli / Anfang August 1207 hielt sich der König jedenfalls in Worms auf, was Beurkundungen vom 5. August und vielleicht vom 8. August 1207 belegen.

## Inhalt
Von der Reichsversammlung in Worms 1207 ist als wesentliches Ergebnis überliefert, dass der Kirchenbann gegen König Philipp aufgehoben wurde. Dazu leistete der König einen Eid, dass er hinsichtlich der Gründe, warum er mit dem Kirchenbann belegt worden war, künftig in allen Punkten dem Papst gehorchen werde. Nachdem er den Eid geleistet hatte, wurde der Kirchenbann durch die päpstlichen Legaten aufgehoben.

## Teilnehmer
Die nachfolgende Liste beruht auf den Angaben bei Eduard Winkelmann. Soweit davon abgewichen wird, sind die Personen mit Einzelnachweisen versehen.
- Patriarch Wolfger von Aquileia
- Erzbischof Eberhard von Salzburg
- Erzbischof Albrecht von Magdeburg
- Bischof Konrad IV. von Regensburg, Kanzler König Philipps
- Bischof Konrad III. von Speyer und Metz
- Bischof Mangold von Passau
- Bischof Ekbert von Bamberg
- Bischof Engelhard von Naumburg
- Abt Eberhard von Salem
- Pfalzgraf Heinrich, Pfalzgraf bei Rhein
- Herzog Ludwig I. von Bayern
- Herzog Heinrich I. von Brabant
- Graf Rapoto II. von Ortenburg und sein jüngerer Bruder[7]
- Graf Heinrich I. von Ortenburg[7]
- Graf Adalbert III. von Dillingen[7]
- Graf Konrad von Hohenzollern, Burggraf von Nürnberg[7]
- Graf Konrad von Plain[7]
- Graf Wilhelm III. von Jülich[9]
- Graf Adolf III. von Berg[9]
- Graf Lothar I. von Are-Hochstaden[9]
- Kuno I. von Münzenberg[Anm. 3] – eventuell auch Kuno II. von Münzenberg[9]
- Marschall Heinrich von Kalindin[9]
- Truchsess Heinrich von Waldburg[9]
- Schenk Walter von Schipf[9]
- Kämmerer Heinrich von Ravensburg,[9]

sowie „zahlreiche schwäbische und bairische Grafen und der ganze Anhang des Erzbischofs Adolf von Köln“.

## Weiterer Verlauf
Der nächste gesicherte Aufenthaltsort für König Philipp ist Nordhausen, wo seine Anwesenheit am 15. August 1207 bezeugt ist. Ob die Reise über Würzburg erfolgte, erscheint angesichts der Entfernungen problematisch. In Nordhausen fand eine weitere Reichsversammlung statt, in deren Zentrum Verhandlungen mit dem sich in der Nähe sich aufhaltenden Otto IV. standen, die aber ohne Erfolg blieben.